# MSX-JE
MSX-JEは、アスキーが定めたMSX用日本語入力FEPの規格。

## 概要
MSX-JEが登場するまでMSXでのかな漢字変換の日本語入力は規格化されておらず、文字コードで入力するか、日本語ワープロソフトなどでは自前の日本語入力システムが必要となっていた。1986年にアスキーから
「日本語MSX WRITE」が発売され、MSX-JEが登場し、以後、MSXで日本語入力が必要なソフトの多くはMSX-JEに対応しており、この規格に準拠するFEPソフトを利用することができた。
例えば、ソニーのMSXワープロソフト「文書作左衛門」は、ワープロソフト本体のみの提供であり、日本語入力環境は付属していない。このアプリケーションを利用するには、MSX-JEを内蔵したMSXマシンか、同社が発売した「MSX標準日本語カートリッジHBI-J1」のFEPが必要となる。しかし「文書作左衛門」はMSX-JEにも対応していたので、アスキーから発売された「日本語MSX-Write II」(VJE-80A)やHAL研究所から発売されたHALNOTEなどのMSX-JE規格FEPを装着することで日本語入力することも可能である。
その他にMSX-JE対応ソフトとしては、ソニーの「はがき書右衛門」やアスキーのパソコン通信ソフトのMSX-TERM、同じくアスキーの日本語エディタのKID（「MSX-DOS2 TOOLS」に収録）などがあった。ハードウェアに内蔵されたものでは、パナソニックのFS-CM1やソニーのHBI-1200などモデムカートリッジに内蔵されたパソコン通信用ソフト、三菱電機のML-TS2HやパナソニックのFS-A1FM、ソニーのHB-T7などのモデム内蔵MSX2マシンの内蔵パソコン通信用ソフトなどがあった。
MSX2+では、ほとんどの機種にMSX-JEが搭載された。MSX2+用BASICのMSX-BASIC Version3の漢字BASICは単独でローマ字かな変換や単漢字変換が可能なほか、MSX-JEに対応して、BASIC上で連文節変換が利用できるようになった。

## MSX-JE搭載機器

### 本体
- PHC-77 - 三洋電機のMSX2。JIS第1水準漢字ROM。熱転写プリンタを搭載し、アスキー製の日本語ワープロソフト「日本語MSX WRITE」を内蔵しているワープロパソコン。
- HB-F1XDJ - ソニーのMSX2+。
- HB-F1XV - ソニーのMSX2+。
- FS-4600F - 松下電器産業のMSX2。日本語ワープロソフトとプリンタを内蔵するワープロパソコン。JIS第1水準漢字ROM。
- FS-A1WX -  パナソニックのMSX2+
- FS-A1WSX - パナソニックのMSX2+
- FS-A1ST - パナソニックのMSXturboR
- FS-A1GT - パナソニックのMSXturboR

### カートリッジ
- 日本語MSX WRITE - アスキーのMSX1対応日本語ワープロソフト。JIS第1水準の漢字ROMも搭載。19,800円。1986年発売。
- 日本語MSX-WRITE II - アスキーのMSX2対応日本語ワープロソフト。JIS第1水準と第2水準の漢字ROMも搭載。24,800円。1988年発売。
- HALNOTE - HAL研究所のMSX2対応のGUI環境の統合ソフト。カートリッジにはMSX-JEの他、JIS第1第2水準漢字ROMとディスクキャッシュのSRAMが内蔵。1987年発売。
- FS-SR021 - FS-A1WX内蔵の日本語ワープロソフトをカートリッジにしたもの。JIS第1第2水準漢字ROMも内蔵。パナソニック。
- FS-PW1 - パナソニックのMSX2対応ワープロプリンタ、JIS第1水準漢字ROMと熱転写プリンタが一体になった機器。
- HBI-J1 1988年10月にソニーから17,000円で発売。漢字BASICとJIS第1第2水準漢字ROMも内蔵。著作権表示にエルゴソフト。